# Burgstall Stetten (Kernen im Remstal)

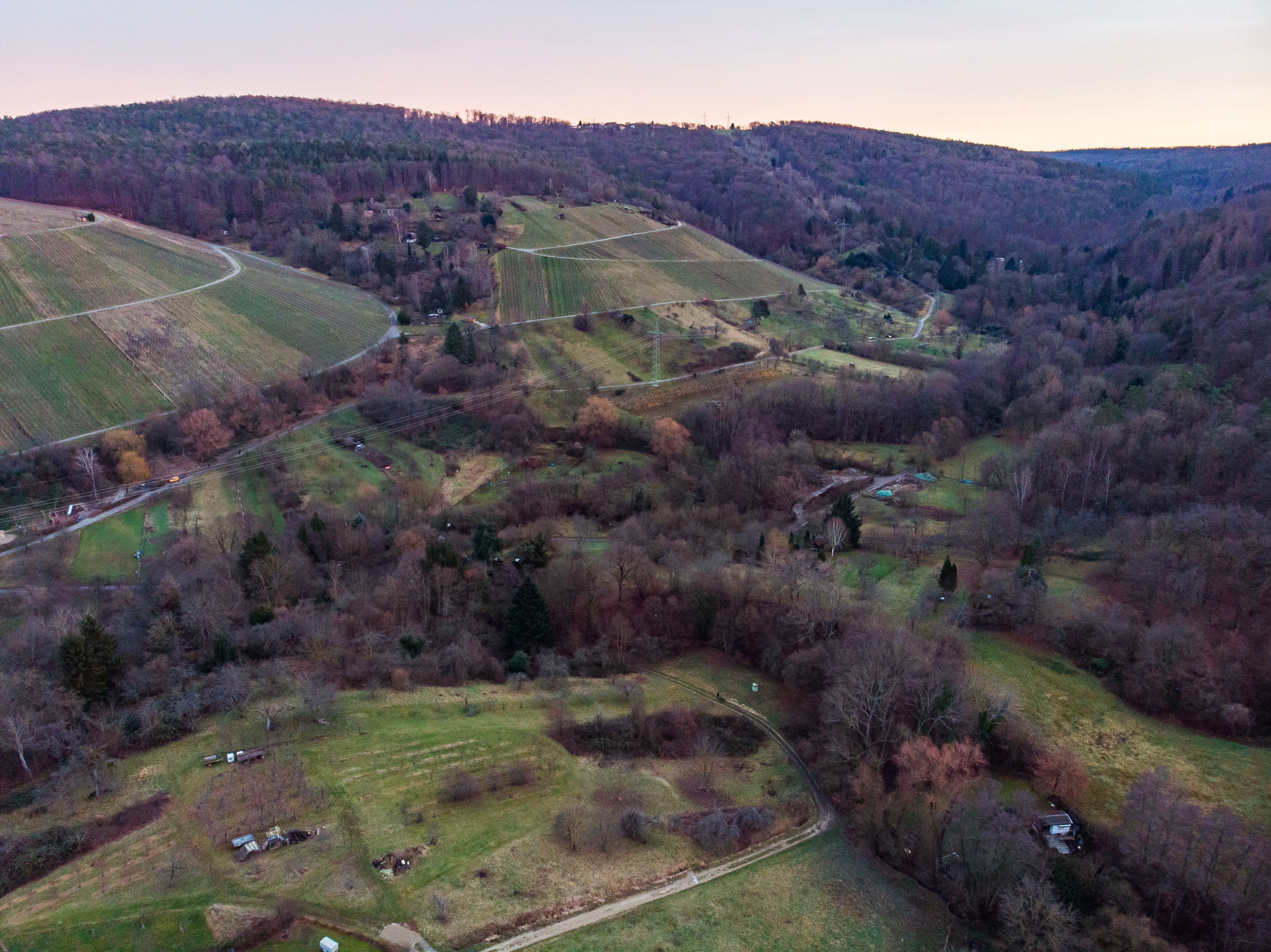
Ungefähre Lage des Burgstalls

Der Burgstall in Stetten ist eine abgegangene mittelalterliche Höhenburg südsüdwestlich von Stetten, einem Ortsteil der Gemeinde Kernen im Remstal im baden-württembergischen Rems-Murr-Kreis. Über die Geschichte der Burganlage, von der sich nur geringe Reste erhalten haben, ist nicht mehr viel bekannt.

## Lage
Der Burgstall (im örtlichen schwäbischen Dialekt Burschtel genannt) liegt auf dem sehr steilen Bergsporn Mönchberg über dem vom Stettener Haldenbach durchflossenen Stettener Tal im Osten. Der Sporn, Ostausläufer der Schurwald-Kuppe des Katzenkopfs, fällt im Südosten zum Nebental des Mönchswiesenbachs ab. Wenig unterhalb der Burgstelle schlingt sich die Steigenstrecke der L 1199, die von Stetten auf die Schurwaldhöhe hinauf und dann weiter nach Esslingen führt, um den Sporn herum.

## Beschreibung
Der Burgstall hat die Größe von etwa 12 Morgen und dient als Streuobstwiese. Die Grundstücke befinden sich teils in Privatbesitz, teils sind sie im Eigentum der Gemeinde. Auf der Westseite des Burgstalls befanden sich zwei quer über den Sporn verlaufende Halsgräben. Diese wurden aufgefüllt, sind aber im Gelände noch erkennbar und auf einer topographischen Karte aus dem Jahr 1930 noch eingezeichnet. Mauerreste sind auf dem Burgstall nicht mehr vorhanden.

## Geschichte
Über die Geschichte der Anlage ist so gut wie nichts mehr bekannt. Vermutlich wurde sie um das Jahr 1000 angelegt. Es ist nicht mehr bekannt, welches Adelsgeschlecht einst auf der Burg saß. Wegen der Nähe zu Stetten wäre ein Zusammenhang mit den Truchsessen von Stetten denkbar. Wahrscheinlich bestand die Burganlage überwiegend aus Holz. Ende des 15. Jahrhunderts (1493) soll die Burg zu einer Ruine verfallen sein und wurde nur noch als Unterstand für Weidetiere genutzt.

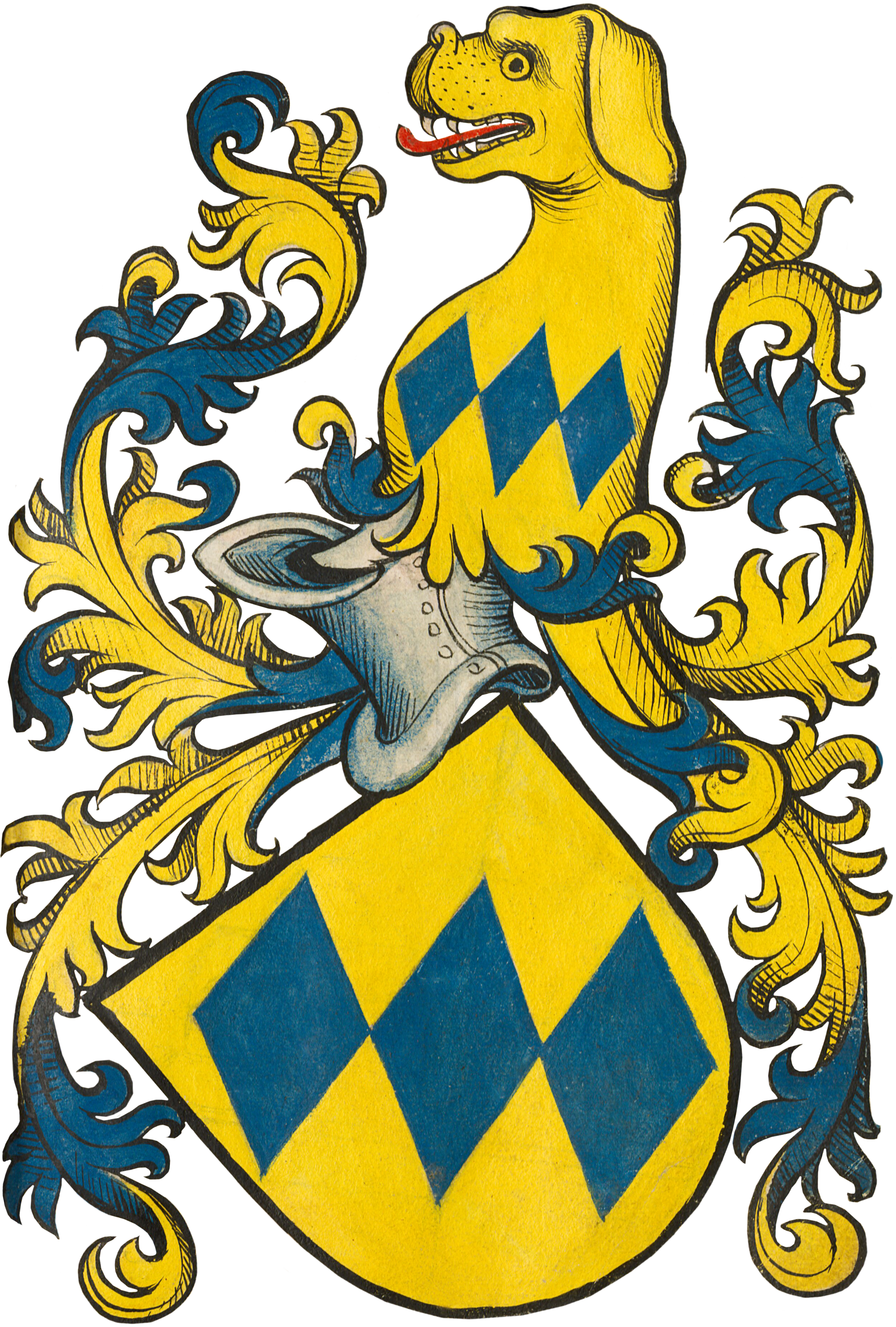
Wappen der Truchseß von Stetten